# 네드의 학교에서 살아남기
《네드의 학교에서 살아남기》(영어: Ned's Declassified School Survival Guide)는 2004년부터 2007년까지 방영된 시트콤이다.